# اندیس قمصر (کبالت)
قمصر (کبالت) یک اندیس فلزی است که در حوالی شهر کاشان استان اصفهان قرار دارد و مادهٔ معدنی موجود در آن، کبالت است.